# Бальсак
Бальса́к (фр. Balsac) — колишній муніципалітет у Франції, у регіоні Окситанія, департамент Аверон. Населення — 612 осіб (2011).
Муніципалітет був розташований на відстані близько 500 км на південь від Парижа, 120 км на північний схід від Тулузи, 12 км на північний захід від Родеза.

## Історія
До 2015 року муніципалітет перебував у складі регіону Південь-Піренеї. Від 1 січня 2016 року належав до нового об'єднаного регіону Окситанія.
1-1-2017 Бальсак і Дрюель було об'єднано в новий муніципалітет Дрюель-Бальсак.

## Демографія
Динаміка населення (INSEE ):
Розподіл населення за віком та статтю (2006):
| Стать | Всього | До 15 років | 15-24 | 25-44 | 45-64 | 65-85 | Понад 85 |
| --- | ------ | ----------- | ----- | ----- | ----- | ----- | -------- |
| Чоловіки | 288    | 76          | 20    | 92    | 60    | 36    | 4        |
| Жінки | 268    | 52          | 16    | 100   | 44    | 48    | 8        |
| \| Статево-вікова піраміда \| Статево-вікова піраміда \| Статево-вікова піраміда \| \| ----------------------- \| ----------------------- \| ----------------------- \| \| Чоловіки \| Вік \| Жінки \| \| 4 \| 85 + \| 8 \| \| 0 \| 80-84 \| 0 \| \| 12 \| 75-79 \| 24 \| \| 12 \| 70-74 \| 12 \| \| 12 \| 65-69 \| 12 \| \| 16 \| 60-64 \| 12 \| \| 8 \| 55-59 \| 12 \| \| 8 \| 50-54 \| 12 \| \| 28 \| 45-49 \| 8 \| \| 12 \| 40-44 \| 24 \| \| 24 \| 35-39 \| 28 \| \| 44 \| 30-34 \| 24 \| \| 12 \| 25-29 \| 24 \| \| 12 \| 20-24 \| 8 \| \| 8 \| 15-20 \| 8 \| \| 24 \| 10-14 \| 12 \| \| 32 \| 5-9 \| 4 \| \| 20 \| 0-4 \| 36 \| |        |             |       |       |       |       |          |
| Статево-вікова піраміда |        |             |       |       |       |       |          |
| Чоловіки | Вік    | Жінки       |       |       |       |       |          |
| 4 | 85 +   | 8           |       |       |       |       |          |
| 0 | 80-84  | 0           |       |       |       |       |          |
| 12 | 75-79  | 24          |       |       |       |       |          |
| 12 | 70-74  | 12          |       |       |       |       |          |
| 12 | 65-69  | 12          |       |       |       |       |          |
| 16 | 60-64  | 12          |       |       |       |       |          |
| 8 | 55-59  | 12          |       |       |       |       |          |
| 8 | 50-54  | 12          |       |       |       |       |          |
| 28 | 45-49  | 8           |       |       |       |       |          |
| 12 | 40-44  | 24          |       |       |       |       |          |
| 24 | 35-39  | 28          |       |       |       |       |          |
| 44 | 30-34  | 24          |       |       |       |       |          |
| 12 | 25-29  | 24          |       |       |       |       |          |
| 12 | 20-24  | 8           |       |       |       |       |          |
| 8 | 15-20  | 8           |       |       |       |       |          |
| 24 | 10-14  | 12          |       |       |       |       |          |
| 32 | 5-9    | 4           |       |       |       |       |          |
| 20 | 0-4    | 36          |       |       |       |       |          |

## Економіка
2010 року серед 381 особи працездатного віку (15—64 років) 309 були активними, 72 — неактивними (показник активності 81,1%, у 1999 році було 77,3%). З 309 активних мешканців працювали 304 особи (164 чоловіки та 140 жінок), безробітними було 5 (3 чоловіки та 2 жінки). Серед 72 неактивних 18 осіб було учнями чи студентами, 41 — пенсіонерами, 13 були неактивними з інших причин.

У 2010 році у муніципалітеті числилось 240 оподаткованих домогосподарств, у яких проживали 603,5 особи, медіана доходів виносила 19 759 євро на одного особоспоживача.